# Zvole (ort i Tjeckien, Olomouc)
Zvole är en ort i Tjeckien.   Den ligger i regionen Olomouc, i den östra delen av landet, 180 km öster om huvudstaden Prag. Zvole ligger 265 meter över havet och antalet invånare är 766.
Terrängen runt Zvole är varierad. Zvole ligger nere i en dal som går i nord-sydlig riktning.Runt Zvole är det ganska tätbefolkat, med 129 invånare per kvadratkilometer. Närmaste större samhälle är Zábřeh, 5,6 km nordväst om Zvole. Trakten runt Zvole består till största delen av jordbruksmark.